# Księga rekordów Guinnessa

Logo księgi rekordów Guinnessa

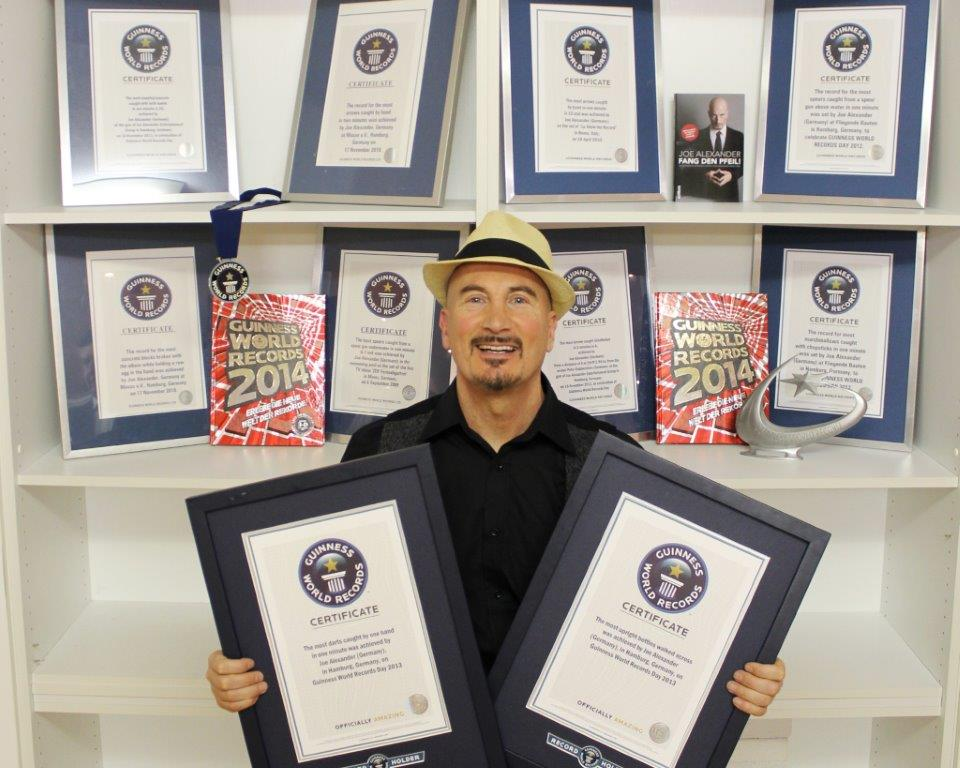
Wielokrotny rekordzista Guinnessa Joe Alexander wraz z certyfikatami ustanowienia rekordów oraz edycją księgi z 2014

Księga rekordów Guinnessa (ang. Guinness World Records) – informator wydawany corocznie przez przedsiębiorstwo Guinness, zawierający udokumentowane rekordy świata, zarówno naturalne, jak i osiągnięte przez ludzi.

## O Księdze
Księga miała początkowo bawić sensacyjno-humorystycznymi informacjami bywalców piwiarni, z czasem stała się prestiżową publikacją w świecie. Odnotowuje rekordowe osiągnięcia w różnych dziedzinach, od ważnych po błahe, jak np. „największa porcja spaghetti spożyta jednorazowo”. Tytuł księgi wywodzi się od irlandzkiej rodziny Guinness, piwowarów, właścicieli browaru w Dublinie w XIX wieku. Dziś Guinness PLC z siedzibą główną w Londynie ma swoje oddziały w 120 krajach.

## Historia
4 maja 1951 roku sir Hugh Beaver, dyrektor generalny browaru Guinness, udał się na strzelanie nad bagienne tereny rzeki Slaney w hrabstwie Wexford w Irlandii. Zadał sobie wtedy pytanie o najszybszego ptaka w Europie (siewka złota czy cietrzew), dostrzegł, że takich informacji nie można zweryfikować w ówczesnych podręcznikach. Przypomniał sobie, że podobnych pytań w pubach w Irlandii i Wielkiej Brytanii jest więcej, Beaver wpadł na pomysł, że popularną może stać się książka odpowiadająca na tego typu pytania. 27 sierpnia 1955, po ostatecznym zebraniu danych przy pomocy braci McWhirter (Norris McWhirter i Ross McWhirter) i ich agencji wyszukującej fakty, ukazało się pierwsze wydanie Księgi rekordów Guinnessa. Wydanie to miało nakład 1000 egzemplarzy i w tym samym roku Księga stała się bestsellerem w Wielkiej Brytanii. Rok później została wydana również w Stanach Zjednoczonych w liczbie 70 tys. egzemplarzy. Pierwsza polska edycja ukazała się w 1991 roku.

## Wcześniejsze nazwy Księgi
- The Guinness Book of World Records (Księga światowych rekordów Guinnessa)
- The Guinness Book of Records